# Gwarek czczony
Gwarek czczony, gwarek (Gracula religiosa) – gatunek średniej wielkości ptaka z rodziny szpakowatych (Sturnidae), zamieszkujący południową Azję od Indii po Malezję, Filipiny i Indonezję. Nie jest zagrożony wyginięciem.

## Taksonomia
Po raz pierwszy gatunek opisał Karol Linneusz w 1758. Nowemu gatunkowi nadał nazwę Gracula religiosa. Jako miejsce pochodzenia holotypu wskazał Azję; autorzy Handbook of the Birds of the World zawężają ten obszar do Jawy. Systematyka w obrębie gatunku niejasna, kilka podgatunków (venerata, robusta i enganensis) traktowanych jest przez niektóre ujęcia systematyczne jako odrębne gatunki. Gwarek malabarski (G. indica), uznawany do niedawna za podgatunek gwarka czczonego, jest już powszechnie traktowany jako odrębny gatunek. Międzynarodowy Komitet Ornitologiczny wyróżnia obecnie 7 podgatunków, a za osobne gatunki uznaje taksony robusta i enganensis. Autorzy Handbook of the Birds of the World wyróżniają jeszcze podgatunek G. r. miotera, mający występować wyłącznie na wyspie Simeulue.

## Podgatunki i zasięg występowania
Gwarek czczony występuje w zależności od podgatunku:
- G. r. peninsularis – wschodnio-środkowe Indie.
- G. r. intermedia – północne Indie do południowych Chin, Indochin i Tajlandii.
- G. r. andamanensis – Wyspy Kokosowe, Andamany i Nikobary.
- G. r. religiosa – gwarek czczony[3] – Półwysep Malajski, Sumatra, Jawa, Borneo i pobliskie wyspy.
- G. r. batuensis – Wyspy Batu i Wyspy Mentawai (u zachodnich wybrzeży Sumatry).
- G. r. palawanensis – Palawan (zachodnie Filipiny).
- G. r. venerata – gwarek floreski[3] – Lombok do Aloru (Małe Wyspy Sundajskie).
- G. r. robusta – gwarek wielki[3] – dwie wyspy u wybrzeża Sumatry – Banyak i Nias[10].
- G. r. enganensis – gwarek turkusowy[3] – wyspa Enggano (u południowego wybrzeża Sumatry).

Gwarki introdukowano na Florydę, Portoryko i Hawaje. Populacja wprowadzona na Wyspę Bożego Narodzenia nie przetrwała. Nie jest pewne pochodzenie gwarków czczonych na Wyspie Świętej Heleny. Wiadomo, że zbiegłe z niewoli gwarki są w stanie długo przeżyć na wolności.

## Morfologia
Długość ciała wynosi 27–31 cm, masa ciała 161–229 g. Większość upierzenia gwarków czczonych jest czarna, połyskliwa. Broda, gardło, szyja, płaszcz, grzbiet i brzuch wykazują fioletową opalizację. Kuper i górna część piersi pokryte są brązowym nalotem, do tego mienią się na turkusowo, podobnie jak tył brzucha. Skrzydła czarne, jedynie barkówki i lotki II rzędu fioletowo połyskują. Lotki 3–9P mają u nasady białą plamę, zależnie od pióra różnie położoną. Ogon krótki, czarny, o prostokątnym kształcie. Pod okiem obecny jest płat nagiej, żółtej skóry, wąsko oddzielony od płata ciągnącego się od tyłu oka po kark, gdzie przechodzi w przydatki głowowe. Dziób duży, mocno wygięty wzdłuż górnej krawędzi, zagięty na końcu. Ma barwę czerwoną, jedynie koniuszek jest żółty. Tęczówka brązowa. Nogi są stosunkowo mocno zbudowane; ubarwione żółto (odcień żółcieni chromowej). U osobników młodocianych nie występuje połysk na głowie i brzuchu, na grzbiecie jest natomiast mocno ograniczony.

## Ekologia i zachowanie
Środowiskiem życia gwarków czczonych są różnorodne obszary o wysokiej wilgotności i częstych opadach, szczególnie na skraju lasów wiecznie zielonych lub tych z drzewami częściowo zrzucającymi liście. Niekiedy odnotowywane są również w lasach z drzewami zrzucającymi liście. Przeważnie występują na wysokości 300–2000 m n.p.m., ale stwierdzano ich obecność i na poziomie morza. Występują również w dżungli, jednak rzadziej niż na skrajach lasów, przecinkach czy w świetlistych lasach. Niekiedy odwiedzają namorzyny oraz tereny upraw, szczególnie jeśli wykorzystuje się tam kwitnące duże drzewa do zacieniania kawowców – na przykład na Małych Wyspach Sundajskich. Gwarki czczone żywią się głównie owocami, jagodami i nasionami, jedzą również nektar, owady i inny niewielki pokarm zwierzęcy – nawet małe jaszczurki. Z owoców wybierają najchętniej figi, choć zakres zjadanych przezeń owoców jest dość szeroki; zjadają jednak owoce nie większe, niż 2 cm średnicy. Zdarza im się szybko połykać kilka owoców, a później zwracać pestki. Spożywany nektar pochodzi z kwiatów Salmalia, Bombax, koralodrzewi (Erythrina), Grevillea i Helicteres isora. Jaszczurki i owady są jedzone głównie podczas odchowu młodych.

### Lęgi
W Indiach okres lęgowy trwa od kwietnia do lipca, w południowo-wschodniej Azji od września do lipca (w Tajlandii od stycznia do lipca, w Malezji od lutego do lipca). Gwarki czczone gniazdują w dziuplach w wysokich drzewach położonych co najmniej 10 m nad podłożem. Wybierają drzewa położone na skraju lasu, na przecinkach i izolowanych zadrzewieniach na obszarach upraw. W dziupli, przeważnie głębokiej na około 0,5 m, obydwa ptaki z pary budują proste gniazdo z niewielkich gałęzi, liści i piór. Zniesienie liczy 2 lub 3 jaja, rzadko jedno. Skorupka ma barwę niebieską, jasnoniebieską i niebieskozieloną, pokrywają ją czerwonobrązowe i czekoladowobrązowe plamki. Wysiadywanie trwa 13–17 dni, biorą w nim udział obydwa ptaki. Młode są karmione poprzez zwracanie pokarmu lub przynoszenie go w dziobie. Młode są w pełni opierzone po 25–28 dniach życia.

## Status i ochrona
IUCN uznaje gwarka czczonego za gatunek najmniejszej troski (LC, Least Concern; stan w 2018). Dwa podgatunki (robusta i venerata) są od 2016 klasyfikowane jako osobne gatunki. Gwarek wielki (G. r. robusta) jest od 2016 klasyfikowany jako gatunek krytycznie zagrożony wyginięciem (CR, Critically Endangered). Liczebność na wolności szacuje się na zaledwie 160–265 dorosłych osobników. Zagrożeniem dla tych ptaków jest nielegalny ich odłów celem umieszczenia w niewoli. Mogą być nawet bardziej pożądane przez kłusowników niż gwarki czczone innych podgatunków ze względu na swój duży rozmiar. Gwarek floreski (G. r. venerata) w 2016 został sklasyfikowany jako gatunek zagrożony wyginięciem (EN, Endangered); jego liczebność na wolności szacuje się na 2500–9999 dorosłych osobników.
W 1992 wpisano gwarka czczonego do Załącznika III CITES, a w 1997 do Załącznika II. W Azji gwarki czczone to popularne ptaki ozdobne, cenione za zdolność do naśladowania dźwięków. W Indiach eksport gwarków został zakazany w 1972, jednak ptaki są nadal łapane, najpewniej na handel wewnątrz kraju. W Mjanmie zabronione prawem jest łapanie, przetrzymywanie, nabywanie i sprzedaż gwarków; w 2005 oceniono jednak, że prawo to jest słabo egzekwowane. W 2002 i 2003 donoszono o eksporcie gwarków z kraju. Według informacji z 2003, w Kambodży często trzymano gwarki jako zwierzęta domowe, zaobserwowano jedynie marginalny handel międzynarodowy. Szczególnie silne spadki liczebności odnotowano w Chinach, Malezji, Tajlandii i Indonezji.

## W kulturze

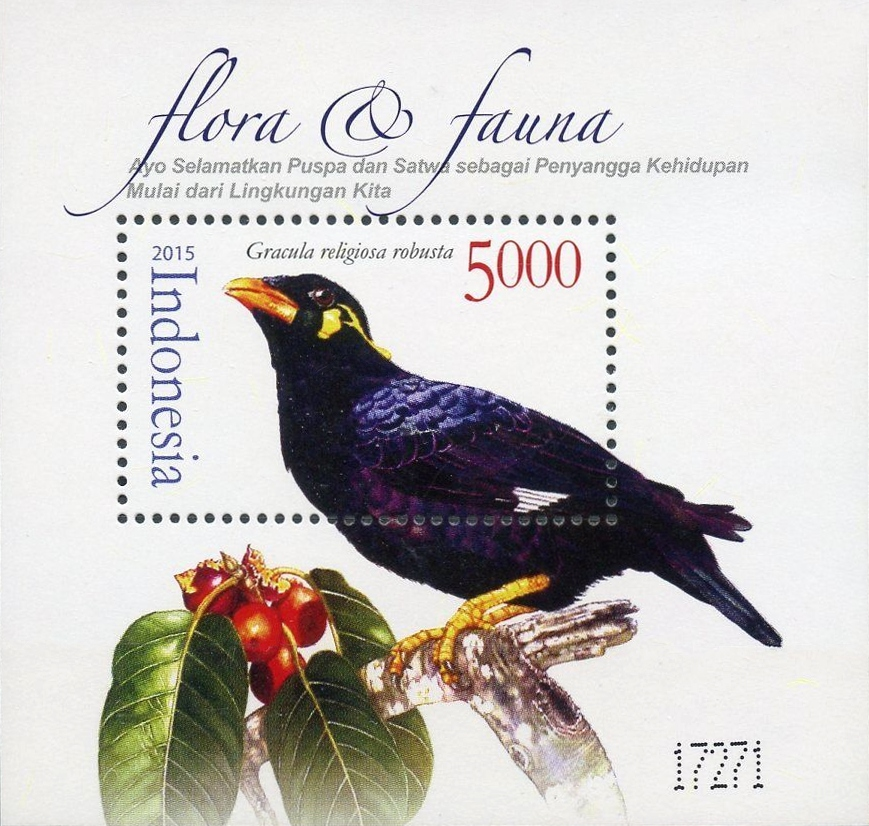
Gwarek czczony na wydanym w bloku indonezyjskim znaczku pocztowym

W mitologii indyjskiej gwarki czczone uchodzą za ptaki święte. Według wierzeń indyjskich w ich ciała wstępują dusze zmarłych. Są to popularne zwierzęta domowe, przez mieszkańców Indii uczone powtarzania świętych słów. Są również symbolem wierności i miłości małżeńskiej. Za ptaki stanowe uznano je w stanach Chhattisgarh i Meghalaya. O gwarkach czczonych wspomina zbiór bajek Pańćatantra – gwarki i papugi są zamykane w klatkach, gdyż wypowiadają słowa, natomiast niemądre czaple cieszą się wolnością, bo ich milczenie jest kluczem do sukcesu. O gwarku czczonym wspomniał Claudius Aelianus w O właściwościach zwierząt. Na subkontynencie indyjskim miały żyć ptaki, które były wielkości szpaka, podobnie do nich pokrywało je wiele barw, były inteligentniejsze od papug i nie mogły znieść pobytu w niewoli woląc głodować, niż jej się poddać. Mieli je spotkać starożytni Macedończycy, którzy osiedlili się w okolicach Bucefalii i Cyropolis. Gwarki czczone były przedstawiane na znaczkach pocztowych: w Indonezji (1993, 2010, 2015), Laosie (1995), Tajwanie (2000), Tanzanii (2001), Tajlandii (1967), Wietnamie (1978).